# 유충현
유충현 조선시대 거의 막바지때의 내시 출신이다.

## 생애
김계한의 후손으로 14대로 입적되었다.
KBS 2000년 05월 20일에 방송된 "왕의 남자, 내시의 세계" 편에 출연하여 선조 김계한 부터 계보를 전하기도 하였다.